# コンスピレーター 謀略 極限探偵A+
『コンスピレーター 謀略 極限探偵A＋』（原題：同謀）は2013年の香港映画。『影なきリベンジャー 極限探偵C+』に始まるオキサイド・パン監督、アーロン・クォック主演のシリーズ3作目。

## キャスト
| 役名                    | 俳優               |
| ----------------------- | ------------------ |
| 陳探                    | アーロン・クォック |
| 鄭風喜,鄭柏豪(一人二役) | ニック・チョン     |
| 芷慧                    | チアン・イーヤン   |
| 柴哥                    | チェン・クアンタイ |